# Pour un fils
Pour plus de détails, voir Fiche technique et Distribution.
Pour un fils est un film français réalisé par Alix de Maistre et sorti en 2009.

## Synopsis
Catherine tente de se reconstruire après l'enlèvement de son fils aîné dix ans plus tot. Alors qu'elle vit seule avec son fils cadet, le policier  mandaté sur l'enquête, encore hanté par le drame, lui rend visite un soir à la suite d'un coup de fil... Un jeune homme, au comportement inquiétant et qui prétend être le fils disparu, a refait surface...

## Fiche technique
- Titre : Pour un fils
- Réalisation : Alix de Maistre
- Scénario : Alix de Maistre
- Photographie : Éric Guichard
- Costumes : Anne Fournier et Sabine Zappitelli
- Décors : Françoise Joset
- Son : Ricardo Castro
- Montage : Emmanuelle Labbé
- Musique : Hervé Lavandier
- Production : One World Films
- Pays :  France
- Durée : 98 minutes
- Date de sortie  : France - 4 mars 2009

## Distribution
- Miou-Miou : Catherine
- Olivier Gourmet : Omer
- Kévin Lelannier : Mattéo
- Josse De Pauw : Paul
- Laurent Capelluto : Pierre
- Augustin de Bernis : Augustin